# Río Arevalillo
Río Arevalillo är ett vattendrag i Spanien. Det ligger i provinsen Provincia de Ávila och regionen Kastilien och Leon, i den centrala delen av landet, 110 km nordväst om huvudstaden Madrid.